# Guatemala op de Olympische Zomerspelen 1968
Guatemala nam deel aan de Olympische Zomerspelen 1968 in Mexico-Stad, Mexico. Voor het eerst sinds 16 jaar was het weer aanwezig. Er werd geen medaille gewonnen.

## Deelnemers en resultaten

### Atletiek
| Olympiër            | Discipline             | Resultaat | Prestatie                           |
| ------------------- | ---------------------- | --------- | ----------------------------------- |
| Julio Quevedo       | 1500m (m)              | 43e       | serie 1: 9de in 4.03,13             |
| Julio Quevedo       | 5000m (m)              | 29e       | serie 3: 9de in 15.23,0             |
| Julio Quevedo       | 3000m steeplechase (m) | 34e       | serie 3: 12de in 9.48,37            |
| Carlos Cuque        | marathon (m)           | 39e       | 2:45.20                             |
| Fulgencio Hernández | marathon (m)           | 52e       | 3:00.40                             |
| Julio Ortíz         | 20km snelwandelen (m)  | 28e       | 1:54.48                             |
| Teodoro Palacios    | hoogspringen (m)       | 22e       | kwalificatie groep B: 9de met 2,06m |

### Boksen
| Olympiër      | Discipline | Resultaat | Prestatie                                          |
| ------------- | ---------- | --------- | -------------------------------------------------- |
| Mario Mendoza | -54kg (m)  | 33e       | 1ste ronde: V van KOR Chang: 0-5                   |
| Mario Mendoza | -71kg (m)  | 17e       | 1ste ronde: vrij 2de ronde: V van URU Benitez: 0-5 |

### Gewichtheffen
| Olympiër             | Discipline | Resultaat | Prestatie                                                                                     |
| -------------------- | ---------- | --------- | --------------------------------------------------------------------------------------------- |
| Francisco Echevarría | -60kg (m)  | 20e       | drukken: 21ste met 87,5kg trekken: 21ste met 77,5kg stoten: 20ste met 112,5kg totaal: 277,5kg |

### Schietsport
| Olympiër           | Discipline              | Resultaat | Prestatie                       |
| ------------------ | ----------------------- | --------- | ------------------------------- |
| Otto Brolo         | 50m geweer 3 houdingen  | 53e       | 1092 punten (390-375-327)       |
| Leonel Fernández   | 50m geweer 3 houdingen  | 56e       | 1068 punten (391-363-314)       |
| Otto Brolo         | 50m geweer liggend      | 78e       | 580 punten (100-97-96-95-97-95) |
| Pablo Sittler      | 50m geweer liggend      | 79e       | 579 punten (97-96-95-98-95-98)  |
| José Marroquín     | 300m geweer 3 houdingen | 29e       | 1027 punten (380-333-314)       |
| Félipe Ortiz       | 300m geweer 3 houdingen | 30e       | 1023 punten (377-343-303)       |
| Gerardo Castañeda  | 50m pistool             | 39e       | 537 punten (92-91-91-89-90-84)  |
| Francisco Sandoval | 50m pistool             | 59e       | 519 punten (86-91-84-84-90-84)  |
| Víctor Castellanos | 25m snelvuurpistool     | 33e       | 578 punten (289-289)            |
| Fernando Samoya    | 25m snelvuurpistool     | 29e       | 579 punten (291-288)            |

### Voetbal
| Olympiër | Discipline | Resultaat | Prestatie |
| --- | ---------- | --------- | --- |
| Alberto Lopez Antonio Garcia Armando Melgar Nelson Armando Melgar Retolaza Carlos Valdez David Stokes Edgar Chacan Horacio Hasse Hugo Montoya Hugo Peta Hugo Torres Ignacio Gonzalez Jeron Slusher Jorge Roldan Julio Rodolfo Garcia Llijon Leon Luis Villavicencio Ricardo Clark Roberto Camposeco | mannen     | 5e        | groep D: 2de W van Tsjecho-Slowakije: 1-0 W van Thailand: 4-1 V van Bulgarije: 1-2 kwartfinale: V van Hongarije: 0-1 |

| Groep D |                   |             |             |             |             |            |            |            |        |
| #       | Land              | Wedstrijden | Wedstrijden | Wedstrijden | Wedstrijden | Doelpunten | Doelpunten | Doelpunten | Punten |
| #       | Land              | G           | W           | G           | V           | V          | T          | Saldo      | Punten |
| 1       | Bulgarije         | 3           | 2           | 1           | 0           | 11         | 3          | +8         | 5      |
| 2       | Guatemala         | 3           | 2           | 0           | 1           | 6          | 3          | +3         | 4      |
| 3       | Tsjecho-Slowakije | 3           | 1           | 1           | 1           | 10         | 3          | +7         | 3      |
| 4       | Thailand          | 3           | 0           | 0           | 3           | 1          | 19         | -19        | 0      |

| Ronde       | Datum       | Plaats    | Land | Score             | Land |
| ----------- | ----------- | --------- | ---- | ----------------- | ---- |
| Groepsfase  |             |           |      |                   |      |
| 14 oktober  | Guadalajara | Guatemala | 1-0  | Tsjecho-Slowakije |      |
| 16 oktober  | Léon        | Guatemala | 4-1  | Thailand          |      |
| 18 oktober  | Léon        | Bulgarije | 2-1  | Guatemala         |      |
| Kwartfinale |             |           |      |                   |      |
| 20 oktober  | Guadalajara | Hongarije | 1-0  | Guatemala         |      |

### Wielersport
| Olympiër                                                     | Discipline         | Resultaat | Prestatie      |
| Baan                                                         | Baan               | Baan      | Baan           |
| ------------------------------------------------------------ | ------------------ | --------- | -------------- |
| Francisco Cuque                                              | wegwedstrijd (m)   | DNF       | niet gefinisht |
| Jorge Inés                                                   | wegwedstrijd (m)   | 49e       | 4:57.07        |
| Evaristo Oliva                                               | wegwedstrijd (m)   | 48e       | 4:57.07        |
| Saturnino Rustrián                                           | wegwedstrijd (m)   | 22e       | 4:46.13        |
| Evaristo Oliva Francisco Cuque Jorge Inés Saturnino Rustrián | ploegentijdrit (m) | 21e       | 2:24.20,7      |

### Worstelen
| Olympiër              | Discipline  | Resultaat   | Prestatie                                                          |
| Vrije stijl           | Vrije stijl | Vrije stijl | Vrije stijl                                                        |
| --------------------- | ----------- | ----------- | ------------------------------------------------------------------ |
| Gustavo Ramírez       | -52kg (m)   | 23e         | 1ste ronde: V van PAN Castillo 2de ronde: V van IND Kumar          |
| Javier Raxon          | -57kg (m)   | 20e         | 1ste ronde: V van IRI Talebi 2de ronde: V van USA Behm             |
| José García           | -63kg (m)   | 20e         | 1ste ronde: V van IRQ Al-Karaghouli 2de ronde: V van GRE Karypidis |
| Ángel Aldama          | -70kg (m)   | 24e         | 1ste ronde: V van IND Chand 2de ronde: V van GBR Till              |
| José Manuel Hernández | -87g (m)    | 20e         | 1ste ronde: V van TUR Gursoy 2de ronde: V van GDR Doring           |
| Grieks-Romeins        |             |             |                                                                    |
| Gustavo Ramírez       | -52kg (m)   | 22e         | 1ste ronde: V van MEX Jimenez 2de ronde: V van KOR Shin            |
| Javier Raxon          | -57kg (m)   | 24e         | 1ste ronde: V van FIN Björlin 2de ronde: V van GRE Moschidis       |
| José García           | -63kg (m)   | 19e         | 1ste ronde: V van TCH Švec 2de ronde: V van JPN Fujimoto           |
| Ángel Aldama          | -70kg (m)   | 24e         | 1ste ronde: V van KOR Seo 2de ronde: V van CAN Garvie              |
| José Manuel Hernández | -87g (m)    | 16e         | 1ste ronde: V van BUL Petrov 2de ronde: V van NOR Overby           |

### Zwemmen
| Olympiër            | Discipline           | Resultaat               | Prestatie               |
| ------------------- | -------------------- | ----------------------- | ----------------------- |
| Ramiro Benavides    | 200m vrije slag (m)  | 47e                     | serie 6: 7de in 2.11,7  |
| Antonio Cruz        | 100m rugslag (m)     | 35e                     | serie 6: 6de in 1.11,8  |
| Antonio Cruz        | 200m rugslag (m)     | 38e                     | serie 1: 8ste in 2.36,3 |
| Ramiro Benavides    | 100m vlinderslag (m) | 39e                     | serie 2: 6de in 1.03,1  |
| Ramiro Benavides    | 200m vlinderslag (m) | 38e                     | serie 5: 6de in 2.24,3  |
| Antonio Cruz        | 400m wisselslag (m)  | 33e                     | serie 4: 8ste in 5.31,1 |
|                     |                      |                         |                         |
| Silvana Asturias    | 100m vrije slag (v)  | 56e                     | serie 3: 7de in 1.10,3  |
| Silvana Asturias    | 200m vrije slag (v)  | 36e                     | serie 5: 6de in 2.30,7  |
| 400m vrije slag (v) | 27e                  | serie 5: 5de in 5.25,6  |                         |
| 800m vrije slag (v) | 25e                  | serie 4: 5de in 11.12,5 |                         |

Afghanistan · Algerije · Amerikaanse Maagdeneilanden · Argentinië · Australië · Bahama's · Barbados · België · Bermuda · Birma · Bolivia · Bondsrepubliek Duitsland · Brazilië · Brits-Honduras · Bulgarije · Canada · Centraal-Afrikaanse Republiek · Ceylon · Chili · Colombia · Congo-Kinshasa · Costa Rica · Cuba · Denemarken · Dominicaanse Republiek · Duitse Democratische Republiek · Ecuador · El Salvador · Ethiopië · Fiji · Filipijnen · Finland · Frankrijk · Ghana · Griekenland · Groot-Brittannië · Guatemala · Guinee · Guyana · Honduras · Hongarije · Hongkong · Ierland · IJsland · India · Indonesië · Irak · Iran · Israël · Italië · Ivoorkust · Jamaica · Japan · Joegoslavië · Kameroen · Kenia · Koeweit · Libanon · Libië · Liechtenstein · Luxemburg · Madagaskar · Maleisië · Mali · Malta · Marokko · Mexico · Monaco · Mongolië · Nederland · Nederlandse Antillen · Nicaragua · Nieuw-Zeeland · Niger · Nigeria · Noorwegen · Oeganda · Oostenrijk · Pakistan · Panama · Paraguay · Peru · Polen · Portugal · Puerto Rico · Roemenië · San Marino · Senegal · Sierra Leone · Singapore · Soedan · Sovjet-Unie · Spanje · Suriname · Syrië · Taiwan · Tanzania · Thailand · Trinidad en Tobago · Tunesië · Turkije · Tsjaad · Tsjecho-Slowakije · Uruguay · Venezuela · Verenigde Arabische Republiek · Verenigde Staten · Vietnam · Zambia · Zuid-Korea · Zweden · Zwitserland